# یواس‌اس کونر (دی‌دی-۷۲)
یواس‌اس کونر، (دی‌دی-۷۲) (به انگلیسی: USS Conner (DD-72)) یک کشتی بود که طول آن ۹۶٫۶ متر (۳۱۷ فوت) بود. این کشتی در سال ۱۹۱۷ ساخته شد.